# Kārsava
Kārsava è un comune della Lettonia appartenente alla regione storica della Letgallia di 7.128 abitanti (dati 2009)

## Località
Il comune è stato istituito nel 2009 ed è formato dalle seguenti unità amministrative:
- Goliševa
- Malnava
- Mērdzene
- Mežvidi
- Salnava
- Kārsava